# Шишкаускас, Рамунас
Раму́нас Шишка́ускас (лит. Ramūnas Šiškauskas; 10 сентября 1978, Кайшядорис, Литовская ССР, СССР) — завершивший карьеру литовский профессиональный баскетболист, известный по выступлениям за национальной сборной Литвы и ведущие европейские клубы. Играл на позициях атакующего защитника и легкого форварда.

## Награды и достижения

### Сборная Литвы
- Олимпийская бронзовая медаль — Сидней 2000
- Чемпионат Европы по баскетболу 2003 (Швеция) Золотая медаль
- Чемпионат Европы по баскетболу 2007 (Испания) Бронзовая медаль

### Клубные трофеи
Летувос Ритос
- Двукратный чемпион Литвы: 1999/2000, 2001/2002.
- Чемпион NEBL: 2002.

Бенеттон
- Чемпион Италии: 2005/2006.
- Обладатель Кубка Италии: 2005.

Панатинаикос
- Чемпион Греции: 2006/2007.
- Обладатель Кубка Греции: 2007.
- Чемпион Евролиги 2007.

 БК ЦСКА Москва
- Чемпион Евролиги: 2008.
- Четырехкратный чемпион России: 2007/2008, 2008/2009, 2009/2010, 2010/2011.
- Обладатель Промокубка Единой лиги ВТБ 2008
- Чемпион Единой лиги ВТБ: 2009/2010.
- Серебряный призёр Единой лиги ВТБ: 2010/2011.
- Обладатель Кубка России: 2010.

## Награды
- Командор ордена Великого князя Литовского Гядиминаса (2001)
- Кавалер Большого креста ордена «За заслуги перед Литвой» (2003)
- Гранд-офицер Большого креста ордена Великого князя Литовского Гядиминаса (2007)